# Sławomir Gibowicz
Sławomir Jerzy Gibowicz (ur. 16 lipca 1933 w Michniczach, zm. 11 października 2011 w Warszawie) -  polski geofizyk-sejsmolog.

## Życiorys
W roku 1955 ukończył fizykę na Uniwersytecie Warszawskim.
Kierownik obserwatorium geofizycznego w Raciborzu 1959-1960. Zastępca dyrektora Międzynarodowego Centrum Sejsmologicznego 1963-1968. 
W latach 1969–1973 przebywał w Nowej Zelandii, gdzie zorganizował tamtejszą służbę sejsmologiczną. Za swoje dokonania odznaczony medalem Królowej Brytyjskiej. 
Profesor od 1984 r. W latach 1984–1988 oraz 1994-2006 kierownik Zakładu Sejsmologii w Instytucie Geofizyki Polskiej Akademii Nauk. 
Autor wielu prac naukowych z dziedziny sejsmologii, szczególnie z zakresu sejsmologii górniczej. Współautor akademickiego podręcznika sejsmologii górniczej (1992 r.)